# Teraereke
Teraereke ist ein Ort im Osten des Marakei-Atolls in den Gilbertinseln des Inselstaats Kiribati im Pazifischen Ozean.

## Geographie
Teraereke liegt im Süden von Marakei in der Nähe des Southeast Point.

## Klima
Das Klima ist tropisch heiß, wird jedoch von ständig wehenden Winden gemäßigt. Ebenso wie die anderen Orte des Marakei-Atolls wird Teraereke gelegentlich von Zyklonen heimgesucht.